# Palpita phaealis
Palpita phaealis là một loài bướm đêm trong họ Crambidae.